# Stonske zidine
Zidine u Stonu, obrambeni zid i jedan od najvećih srednjovjekovnih fortifikacijsko-urbanističkih pothvata u ukupnoj dužini od 5,5 km, zidine su ojačane s 40-ak kula i 5 tvrđava. Povezuju Ston i Mali Ston. Izgradila ih je Dubrovačka Republika zbog zaštite solane od Mletačke Republike, koja je stalno krala sol.

## Povijest
Nakon što je 1334. Dubrovačka Republika stekla Pelješac, bila joj je potrebna zaštita grada Stona. Prvo je u tridesetak godina zidan obrambeni bedem (među najdužim u Europi) s jedne na drugu stranu poluotoka, te prema jedinstvenom projektu planski podignuta dva utvrđena gradića: južno Ston i sjeverno Mali Ston s ciljem okupljanja ljudi za čuvanje granica i rada u solanama od kojih je država mnogo dobivala. Između 1461. 1464. na stonskim utvrdama radio je firentinski arhitekt Michelozzo po narudžbi Dubrovačke Republike
Za Veliki zid (dug 1200 m) na Pozvizdu, radi zaštite od susjeda, kronike navode da je njegova izgradnja trajala 18 mjeseci i stajala je 12.000 dukata.
Stonske utvrde bez ikakve sumnje jedan su od najvećih onodobnih građevnih pothvata čija izvorna dužina iznosi 7000 m sastoji se od zidina Stona i Malog Stona, Velikog zida s navedenim trima tvrđavama, dok su zidine i tvrđave flankirane s 10 okruglih i s 31 četvrtastom kulom te 6 polukružnih bastiona. Složeni obrambeni stonski korpus oblikovao se gotovo četiri stoljeća, zbog prilagodba terenu i razvoja naoružanja.
Zidine su imale veliku važnost, jer su branile solanu koja je Dubrovačkoj Republici donosila 15.900 dukata svake godine, uzgajalište školjkaša i sam grad.
Godine 1667. urušilo se oko 0,5 km zidina u katastrofalnom potresu, a zidine su znatno oštećene u potresima 1979. i 1996. godine.
Godine 2004. započeo je rad na restauraciji i sanaciji zidina, koji ima za cilj omogućavanje posjeta predjelu između Velikog i Malog Stona. Pretpostavljalo se da će radovi biti dovršeni do svibnja 2008., ali dotada je obnovljen samo prvotni dio ponad grada Stona. Obnova Velikog zida u Stonu, vrijedna oko pet milijuna kuna, dovršena je, te je najavljeno da će stonske zidine uz naplatu ulaznica za javnost biti otvorene u svibnju 2009. godine. Dio zidina otvoren je za javnost uz naplatu ulaznica početkom listopada 2009. Do danas (stanje 14. lipnja 2013.) pored prvotnog dijela ponad grada obnovljen je i cjelokupan put do Malog Stona. Za obići prvotni dio potrebno je 15 min, a za doći od Stona do Malog Stona zidinama 30 min.
U prvih 9 mjeseci 2013. godine stonske zidine obišlo je 37 000 posjetitelja, što je 53% više nego u istom razdoblju 2012.

## Kule
Od utvrde Veliki Kaštio, u smjeru kazaljke na satu, grad okružuju:
- Bastion Arcimun
- Kula Minčeta (Ston)
- Kula Stoviš
- Kula nad vodom
- Kula Barabanata

Osim zida oko grada, od bastiona Arcimun i Kule nad vodom do Malog Stona vode još dva dijela zida. Zid u Malom Stonu završava utvrdom Koruna i kulom Toljevac, na samoj obali Malostonskog zaljeva.

## Događanja
Od 2008. održava se utrka STONe Wall Marathon čija dionica obuhvaća zidine cijelom duljinom.

## Vanjske poveznice
|  | Zajednički poslužitelj ima još gradiva o temi Zidine u Stonu |

- Stonske zidine Hrvatska tehnička enciklopedija, portal hrvatske tehničke baštine. LZMK